# Orthorrhaphe
Ce taxon est aujourd'hui obsolète.
 (octobre 2014).
Si vous disposez d'ouvrages ou d'articles de référence ou si vous connaissez des sites web de qualité traitant du thème abordé ici, merci de compléter l'article en donnant les références utiles à sa vérifiabilité et en les liant à la section « Notes et références ».
Le terme orthorrhaphes désigne des insectes diptères dont la pupe présente une fente d'exuviation droite (du grec ortho = droit). Cela concerne les diptères nématocères (dont les moustiques) et une partie des diptères brachycères dits orthorrhaphes (comme les taons), dont les imagos s'extraient de la pupe par une fente dorsale rectiligne, par opposition aux diptères brachycères dits cyclorrhaphes, (comme les mouches) qui s'extraient de la pupe par une ouverture circulaire. Ces derniers sont considérés comme plus évolués.
Comme le groupe des orthorrhaphes est paraphylétique, il n'est plus utilisé en tant que taxon dans les classifications modernes, ce qui n'empêche pas de le retrouver dans des documents plus anciens.